# Hypsoblennius striatus
Hypsoblennius striatus är en fiskart som först beskrevs av Steindachner, 1876.  Hypsoblennius striatus ingår i släktet Hypsoblennius och familjen Blenniidae. IUCN kategoriserar arten globalt som nära hotad. Inga underarter finns listade i Catalogue of Life.